# Alexander Anne
Alexander Anne ou Aune (falecido em 1439) foi um advogado e político inglês.
Alexander Anne (também Aune, de Aune ou de Anne) era originalmente de Frickley em Yorkshire, e serviu como juiz de paz daquele condado, bem como Middlesex. Cidadão Draper de Londres, ocupou vários cargos incluindo o de subchefe de Londres em 1423 e o de escheator em Middlesex em 1432. Ele foi um membro do parlamento (MP) do Parlamento da Inglaterra por Middlesex em 1430/31, 1432 e 1436/37. Anne também foi registador de Londres de 1435 até à sua morte em 1439.